# 索纳克 (滨海夏朗德省)
索纳克（法語：Sonnac，法語發音：[sɔnak]）是法国滨海夏朗德省的一个市镇，位于该省东部，属于圣让当热利区。

## 地理
索纳克（45°50'22"N, 0°16'20"W）面积17.12 平方千米，位于法国新阿基坦大区滨海夏朗德省，该省份为法国西部滨海省份，北起旺代省，西临大西洋，南至吉倫特省，东南接多爾多涅省，东北接德塞夫勒省接壤，东临夏朗德省。
与索纳克接壤的市镇（或旧市镇、城区）包括：布雷维尔、布里苏马塔、安普、卢济尼亚克、马塔、蒙斯、托尔。

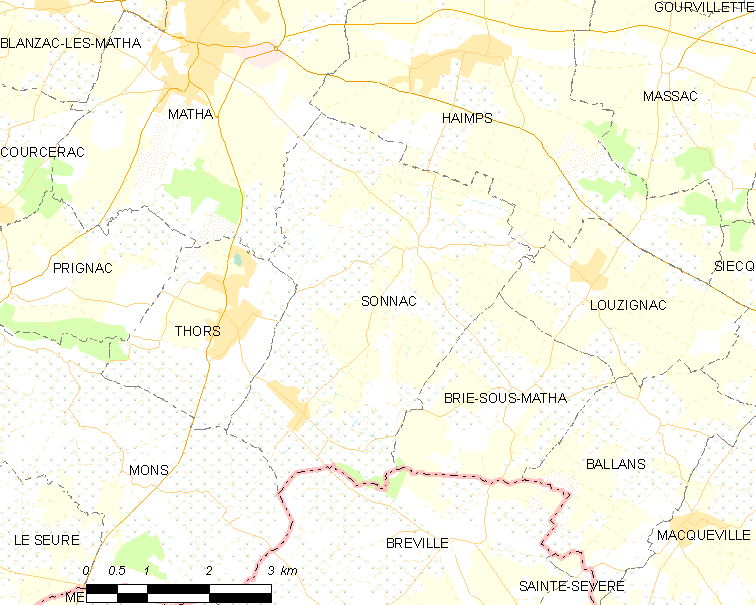
的OSM定位图

索纳克的时区为UTC+01:00、UTC+02:00（夏令时）。

## 行政
索纳克的邮政编码为17160，INSEE市镇编码为17428。

## 政治
索纳克所属的省级选区为马塔县。

## 人口

1962-2008年间人口变化图示

索纳克于2022年1月1日时的人口数量为503人。